# Montgomery (Massachusetts)
Montgomery – miasto w Stanach Zjednoczonych, w stanie Massachusetts, w hrabstwie Hampden.